# Hipposideros scutinares
Hipposideros scutinares là một loài động vật có vú trong họ Dơi nếp mũi, bộ Dơi. Loài này được Robinson, Jenkins, Francis, & Fulford mô tả năm 2003.